# Giovanni Turba
Giovanni Turba (* 25. September 1905 in Mailand; † 11. Juni 1994 in Attadale, Western Australia) war ein italienischer Sprinter.
Bei den Olympischen Spielen 1932 in Los Angeles wurde er Sechster in der 4-mal-400-Meter-Staffel.
Seine persönliche Bestzeit über 400 m von 49,0 s stellte er 1933 auf.